# Eoasthena stygna
Eoasthena stygna là một loài bướm đêm trong họ Geometridae.